# 栃木県中学校の廃校一覧
栃木県中学校の廃校の一覧（とちぎけんちゅうがっこうのはいこうのいちらん）は、栃木県の中学校の廃校の一覧。対象となるのは学制改革（1947年）以降に廃校となった中学校と分校である。なお、名称は廃校当時のもの。廃校当時に中学校の所属していた自治体が合併されて消滅している場合は現行の自治体に含める。また休校中の学校は公式には存続していることとなっているが、現在休校中の学校は事実上廃校となっている場合が多いため、便宜上本項に記載する。

## 宇都宮市
- 栃木師範学校男子部附属中学校（1949年女子部附属中と統合し宇都宮大学栃木師範学校附属中学校〈現：宇都宮大学共同教育学部附属中学校〉へ）[1]
- 栃木師範学校女子部附属中学校（1949年男子部附属中と統合し宇都宮大栃木師範学校附属中へ）[1]
- 宇都宮市立平石中学校（1960年泉が丘中学校・陽東中学校の新設に伴い廃校）[2]
- 宇都宮市立篠井中学校（1970年富屋中と統合し宇都宮市立晃陽中学校篠井分教室となり、1971年完全統合）[3]
- 宇都宮市立富屋中学校（1970年篠井中と統合し晃陽中富屋分教室となり、1971年完全統合）[3]

## 足利市
- 足利市立三重中学校（1959年山前中と統合し足利市立西中学校へ）[4]
- 足利市立山前中学校（1959年三重中と統合し西中へ）[4]
- 足利市立矢場川中学校（1961年足利市立山辺中学校へ統合）[5]
- 足利市立三和中学校（1966年足利市立坂西中学校へ統合するも三和校舎で授業が行われ、1967年に完全統合）[6]
- 足利市立北郷中学校（1983年名草中と統合し足利市立北中学校へ）[7]
- 足利市立名草中学校（1983年北郷中と統合し北中へ）[7]
- 御厨町立御厨中学校（1948年梁田中と統合し足利市立協和中学校〈当時：御厨町・梁田村組合立〉へ）[8]
- 梁田村立梁田中学校（1948年御厨中と統合し協和中へ）[8]
- 筑波村立筑波中学校（1959年協和中へ統合）[8]
- 筑波村立久野中学校（同上）[8]
- 坂西町立小俣中学校（1962年葉鹿中と統合し坂西中へ）[6]
- 坂西町立葉鹿中学校（1962年小俣中と統合し坂西中へ）[6]

## 栃木市
- 栃木市立大宮中学校（1969年国府中と統合し栃木市立東陽中学校へ）[注釈 1]
- 栃木市立国府中学校（1969年大宮中と統合し東陽中へ）
- 岩舟町立岩舟中学校〈旧〉（1975年統合により栃木市立岩舟中学校〈当時:岩舟町立〉岩舟分校舎となり、1978年完全統合）[9]
- 岩舟町立静和中学校（1975年岩舟中〈新〉静和分校舎となり、1978年完全統合）[9]
- 岩舟町立小野寺中学校（1975年岩舟中〈新〉小野寺分校舎となり、1978年完全統合）[9]
- 藤岡町立藤岡中学校（1959年統合により栃木市立藤岡第一中学校〈当時：藤岡町立〉へ）[10]
- 藤岡町立赤麻中学校（同上）[10]
- 藤岡町立三鴨中学校（同上）[10]
- 西方村立西方中学校〈旧〉（1964年真名子中と統合し栃木市立西方中学校〈新〉〈当時：西方村立〉へ）[11]
- 西方村立真名子中学校（1964年西方中〈旧〉と統合し西方中〈新〉真名子分室となり、1966年廃止）[11]
- 栃木市立藤岡第一中学校（2022年藤岡第二中と統合し栃木市立藤岡中学校へ）[12]
- 栃木市立藤岡第二中学校（2022年藤岡第一中と統合し栃木市立藤岡中学校へ）[12]

## 佐野市
- 佐野日本大学中学校（2010年佐野日本大学中等教育学校へ発展的改組）[13]
- 佐野市立吾妻中学校（2016年）[14]
- 佐野市立田沼西中学校（2020年周辺市立近隣小学校と統合により佐野市立あそ野学園義務教育学校へ）[15]
- 佐野市立葛生中学校（2023年佐野市立葛生小学校・佐野市立葛生南小学校・佐野市立常盤小学校・佐野市立氷室小学校などと統合し佐野市立葛生義務教育学校へ）[16]
- 佐野市立常盤中学校〈2代目〉（同上）[16]
- 氷室村立水木中学校（1952年秋山中と統合し氷室中へ）[17]
- 氷室村立秋山中学校（1952年水木中と統合し氷室中へ）[17]
- 田沼町立三好中学校（1970年統合により田沼町立西中学校〈のち：佐野市立田沼西中学校〉へ）[18]
- 田沼町立長谷場中学校（同上）[18]
- 田沼町立作原中学校（同上）[18]
- 田沼町立新合中学校（同上）[18]
- 田沼町立飛駒中学校（同上）[18]
- 葛生町立常盤中学校〈初代〉（1971年氷室中と統合し常盤中〈2代目〉へ）[17]
- 葛生町立氷室中学校（1971年常盤中〈初代〉と統合し常盤中〈2代目〉へ）[17]

## 鹿沼市
- 鹿沼市立鹿沼中学校（1950年鹿沼市立西中学校と鹿沼市立東中学校へ分割）[19]
- 鹿沼市立東大芦中学校（1970年西中へ統合）[19]
- 鹿沼市立西大芦中学校（1971年西中へ統合）[19]
- 粟野町立粟野中学校〈旧〉（2003年統合により鹿沼市立粟野中学校〈新〉〈当時：粟野町立〉へ）[20]
- 粟野町立清洲中学校（同上）[20]
- 粟野町立永野中学校（同上）[20]
- 粟野町立粕尾中学校（同上）[20]

## 日光市
- 日光市立川治中学校（2010年日光市立藤原中学校へ統合）[21]
- 日光市立川俣中学校（2010年栗山中〈2代目〉へ統合）[22]
- 日光市立栗山中学校〈2代目〉（2023年藤原中へ統合）[23]
- 日光市立小来川中学校（2025年日光市立東原中学校へ統合）[24]
- 日光市立日光中学校〈旧〉（2025年東中と統合し日光市立日光中学校〈新〉へ）[24]
- 日光市立東中学校（2025年日光中〈旧〉と統合し日光中〈新〉へ）[24]
- 足尾町立第一中学校（1953年統合により日光市立足尾中学校〈当時：足尾町立〉へ）[25]
- 足尾町立第二中学校（同上）[25]
- 足尾町立第三中学校（同上）[25]
- 藤原町立藤原中学校川治分校（1956年）[21]
- 栗山村立栗山中学校〈初代〉（1981年日向中と統合し栗山中〈2代目〉へ）[22]
- 栗山村立日向中学校（1954年栗山中日向分校から独立、1981年栗山中〈初代〉と統合し栗山中〈2代目〉へ）[22]
- 栗山村立西川中学校（2003年湯西川中へ統合）[26]

## 小山市
- 小山市立中中学校（1964年穂積中と統合し小山市立美田中学校へ）[27]
- 小山市立穂積中学校（1964年中中と統合し美田中へ）[27]
- 小山市立絹中学校（2017年福良小、梁小、延島小と統合し小山市立絹義務教育学校へ）[28]
- 間々田町立生井中学校（1958年小山市立間々田中学校〈当時：間々田町立〉へ統合）[29]
- 間々田町立寒川中学校（1958年間々田中寒川分校となり、1960年8月1日完全統合）[29]

## 大田原市
- 大田原市立黒羽中学校〈旧〉（2010年統合により大田原市立黒羽中学校〈新〉へ）[30]
- 大田原市立川西中学校（同上）[30]
- 大田原市立須賀川中学校（同上）[30]
- 大田原市立両郷中学校（同上）[30]
- 大田原市立佐久山中学校（2018年大田原市立親園中学校へ統合）[31]

## 矢板市
- 矢板市立新高原中学校（1961年泉中新高原分校から独立、1975年泉中へ統合）[32]
- 矢板市立泉中学校（2023年矢板市立矢板中学校へ統合）[33]

## 那須塩原市
- 那須塩原市立塩原中学校（2017年那須塩原市立塩原小学校と統合し那須塩原市立塩原小中学校へ）[34]
- 那須塩原市立箒根中学校（2023年那須塩原市立関谷小学校・那須塩原市立大貫小学校・那須塩原市立横林小学校と統合し那須塩原市立箒根学園へ）[35]
- 黒磯市鍋掛中学校（1977年黒磯中の一部と統合し那須塩原市立日新中学校へ）[36]

## さくら市
- 氏家町立熟田中学校（1969年さくら市立氏家中学校〈当時：氏家町立〉へ統合）[37]
- 喜連川町立喜連川中学校〈旧〉（1983年上江川中と統合しさくら市立喜連川中学校〈新〉〈当時：喜連川町立〉へ）[38]
- 喜連川町立上江川中学校（1983年喜連川中〈旧〉と統合し喜連川中〈新〉へ）[38]

## 那須烏山市
- 那須烏山市立境中学校（2006年那須烏山市立烏山中学校へ統合）[39]
- 那須烏山市立七合中学校（2012年烏山中へ統合）[39]
- 那須烏山市立荒川中学校（2015年下江川中と統合し那須烏山市立南那須中学校へ）[40]
- 那須烏山市立下江川中学校（2015年荒川中と統合し南那須中へ）[40]
- 烏山町立烏山中学校〈旧〉（1948年6月16日向田中と統合し烏山中〈新〉へ）[39]
- 向田村立向田中学校（1948年6月16日烏山中〈旧〉と統合し烏山中〈新〉へ）[39]

## 下野市
- 下野市立南河内中学校（2022年吉田東小・吉田西小・薬師寺小と統合し、下野市立南河内小中学校へ）[41]
- 石橋町立下古山中学校（1957年下野市立石橋中学校〈当時：石橋町立〉へ統合）
- 南河内村立薬師寺中学校（1961年吉田中と統合し南河内中へ）[42]
- 南河内村立吉田中学校（1961年薬師寺中と統合し南河内中へ）[42]

## 芳賀郡
- 茂木町立須藤中学校（2010年茂木町立茂木中学校へ統合）[43]
- 茂木町立逆川中学校（2017年茂木中へ統合）[44]
- 茂木町立中川中学校（同上）[45]
- 芳賀町立祖母井中学校（1969年統合により芳賀町立芳賀中学校へ）[46]
- 芳賀町立南高根沢中学校（同上）[46]
- 芳賀町立水橋中学校（同上）[46]

## 下都賀郡
- 壬生町立壬生中学校〈旧〉（1981年稲葉中と統合し壬生町立壬生中学校〈新〉へ）[注釈 2]
- 壬生町立稲葉中学校（1981年壬生中〈旧〉と統合し壬生中〈新〉へ）

## 塩谷郡
- 塩谷町立玉生中学校（2005年統合により塩谷町立塩谷中学校へ）[47]
- 塩谷町立船生中学校（同上）[47]
- 塩谷町立大宮中学校（同上）[47]

## 那須郡
- 那須町立芦野中学校（1976年伊王野中と統合し東陽中へ）[48]
- 那須町立伊王野中学校（1976年芦野中と統合し東陽中へ）[48]
- 那須町立大島中学校（1976年黒田原中へ統合）[49]
- 那須町立那須中学校〈旧〉（2015年高久中と統合し那須町立那須中学校〈新〉へ）[50]
- 那須町立高久中学校（2015年那須中〈旧〉と統合し那須中〈新〉へ）[50]
- 那須町立黒田原中学校（2017年東陽中と統合し那須町立那須中央中学校へ）[51]
- 那須町立東陽中学校（2017年黒田原中と統合し那須中央中へ）[51]
- 那珂川町立馬頭東中学校（2008年那珂川町立馬頭中学校へ統合）[52]
- 馬頭町立馬頭中学校馬頭分校（1973年）[52]
- 馬頭町立馬頭中学校武茂分校（1973年）[52]
- 馬頭町立馬頭中学校小砂分校（1973年）[52]
- 馬頭町立大山田中学校（1981年大内中と統合し馬頭東中へ）[53]
- 馬頭町立大内中学校（1981年大山田中と統合し馬頭東中へ）[53]
- 私立那須高原海城中学校※全寮制 (2011年に東京都内に移転後、2012年度から生徒募集停止し、2014年廃校)[54]